# Platypodia delli
Platypodia delli is een krabbensoort uit de familie van de Xanthidae. De wetenschappelijke naam van de soort is voor het eerst geldig gepubliceerd in 2006 door Takeda & Webber.